# Hellraiser: Sekta
Hellraiser: Sekta (ang. Hellraiser: Deader) – amerykańsko-rumuński horror w reżyserii Ricka Boty z roku 2005. Siódma część popularnej sagi grozy.

## Fabuła
Reporterka Amy Klein zostaje wysłana do Rumunii w celu zdobycia materiałów dotyczących sekty religijnej o nazwie "Deaders". Gdy przybywa na miejsce, jej uwagę przykuwa tajemnicza kostka...

## Obsada
- Georgina Rylance – Marla
- Henry Cavill – Mike
- Doug Bradley – Pinehead (Hellraiser)
- Kari Wuhrer – Amy Klein
- Marc Warren – Joey
- Paul Rhys – Winter